# Whiteash
Whiteash – wieś w Stanach Zjednoczonych, w stanie Illinois, w hrabstwie Williamson.